# Zenon Nowosz
Zenon Nowosz (* 6. února 1944, Varšava) je bývalý polský atlet, sprinter, jehož specializací byl běh na 100 m i na 200 metrů.
Nowosz závodil v 70. letech a získal značnou sbírku medailí. Je halovým mistrem Evropy v běhu na 50 m i na 60 metrů a mj. se stal celkem 13krát mistrem Polska v halových i venkovních bězích.

## Osobní rekordy
- 60 m – 6,52 s (1972)
- 100 m – 10,35 s (1975)
- 200 m – 20,88 s (1972)